# 新羔羊醫生
《新羔羊醫生》（英語：Trust Me U Die），是一部1998年上映的香港劇情電影，本片和1992年上映的三級電影羔羊醫生並無關係，但這兩套電影均由任達華主演，並由成龍御用配音員鄧榮銾擔任監製，鍾少雄執導。

## 角色
| 演員   | 角色          | 粵語配音 | 備註 |
| 任達華 | 方健華 (Greg) | 任達華   | 醫生 多年專注研發一種挽救絕症病人的藥物 周正春之舊同學，後反目 Vivan之男友 最後因自己的新藥害死了病人而服下新藥自殺身亡 |
| 鄭浩南 | 周正春        | 鄧榮銾   | 醫生 醫學委員會委員 方健華之舊同學，後反目 迷姦方健華之女友Vivan 最後被方健華當作其新藥實驗品，並慢慢死亡               |
| 陳英麗 | Vivan         |          | 方健華之女友 後被周正春迷姦                                                                                             |
| 李燦森 | 陳森          | 羅偉傑   | 警員 性格好色 認為自己下班後便不是警察的職責 因追賊受重傷被方健華暗中以新藥救回 最後因新藥出現副作用而病逝              |
| 陳展鵬 | Kelvin        | 黃志成   | 見習醫生 陳醫生之下屬                                                                                                   |
| 黃天鐸 | 陳醫生        |          | 主診醫生 Kelvin之上司 態度不負責任                                                                                      |
| 梁啟智 | 院長          | 周志輝   | 醫院院長 Kelvin、陳醫生之上司                                                                                           |
| 張同祖 |               | 周志輝   | 醫學委員會委員 |
| 繆健德 | 家屬          | 羅偉傑   | 方健華的病人之家屬 因為方健華的新藥害死自己父親而質疑方健華的專業                                                       |

## 外部連結
- 香港影庫上《新羔羊醫生》的資料（繁體中文）
- 開眼電影網上《新羔羊醫生》的資料（繁體中文）
- 豆瓣电影上《新羔羊醫生》的資料 （简体中文）
- 互联网电影数据库（IMDb）上《新羔羊醫生》的资料（英文）